# 谢雷 (埃纳省)
谢雷（法語：Chérêt，法語發音：[ʃeʁɛ]）是法国上法蘭西大區埃纳省的一个市镇，属于拉昂区。

## 地理
谢雷（49°30'54"N, 3°41'3"E）面积3.71 平方千米，位于法国上法蘭西大區埃纳省，该省份为法国北部内陆省份，北起北部省，西接索姆省和瓦兹省，东临阿登省和马恩省，西南至塞纳-马恩省，东北部与比利时接壤。
与谢雷接壤的市镇（或旧市镇、城区）包括：布吕耶尔和蒙贝罗、马蒂尼库皮埃尔、蒙沙隆、奥热瓦勒、帕尔丰德吕。

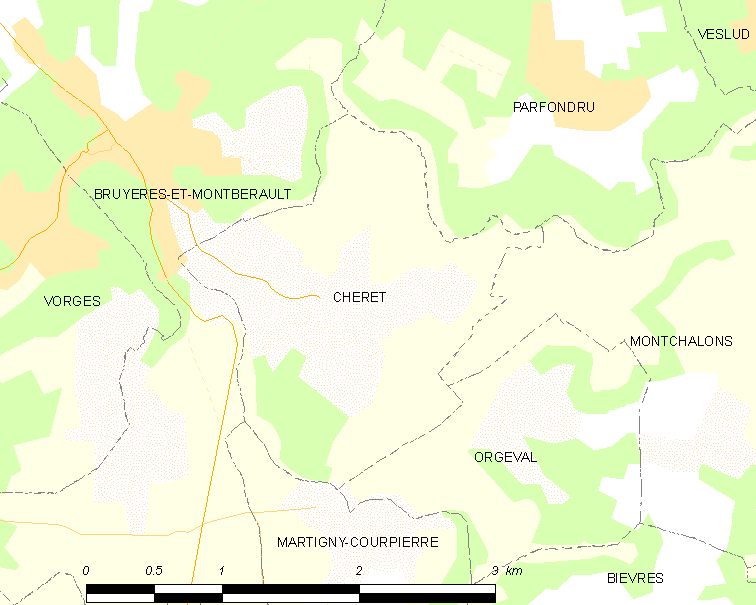
的OSM定位图

谢雷的时区为UTC+01:00、UTC+02:00（夏令时）。

## 行政
谢雷的邮政编码为02860，INSEE市镇编码为02177。

## 政治
谢雷所属的省级选区为拉昂第二县。

## 人口

1962-2008年间人口变化图示

谢雷于2022年1月1日时的人口数量为146人。